# Jason Rubin
Jason Rubin (1970) è un autore di videogiochi e fumettista statunitense.

## Carriera
Nel 1983, Rubin incontra Andy Gavin. Insieme, all'età di 15 anni, formano la Naughty Dog nel 1985. Nello stesso anno, pubblicano il loro primo gioco insieme, Ski Crazed, e nel 1989, Rubin e Gavin vendono il loro primo gioco alla Electronic Arts, Keef the Thief.
Mentre Gavin era uno studente ad Haverford College, lui e Gavin hanno collaborato alla realizzazione di un RPG chiamato Rings of Power. Il gioco inizialmente era destinato solo per PC, ma Gavin lanciò una versione leggermente modificata a Trip Hawkins, e il titolo divenne il primo gioco per console del duo. 
Dopo molte insistenze da parte di Hawkins, Rubin e Gavin decisero di iniziare la progettazione di Way of the Warrior, fortemente ispirato da Mortal Kombat. Successivamente, il duo firmò un accordo con Mark Cerny, che lavorerà con la coppia sulla progettazione del loro prossimo titolo, Crash Bandicoot (che uscirà a settembre 1996).
Il videogioco si è rivelato un enorme successo, e la Sony ha usato il personaggio principale come la loro mascotte non ufficiale per la PlayStation per diversi anni. La serie ha generato tre sequel, sviluppati dalla Naughty Dog. La serie è continuata con altri team di sviluppo, ed ha venduto circa 25 milioni di copie in tutto il mondo. Dopo il loro successo con Crash, Rubin e Gavin hanno iniziato a lavorare su Jak and Daxter.
Nel corso degli anni, la Naughty Dog ha abbracciato una vasta gamma di piattaforme diverse. Dopo che la Sony ha visto i giochi della compagnia in programma, ha deciso di acquistare la Naughty Dog, che è diventata una sussidiaria interamente di proprietà della Sony Computer Entertainment America nel 2001. 
Pochi giorni dopo aver fatto un discorso controverso ad un summit della D.I.C.E. (2004), in cui ha criticato gli editori di non riconoscere e promuovere il talento responsabile della creazione di giochi, Rubin ha pubblicamente annunciato l'abbandono da Naughty Dog.
È stato il presidente di THQ da giugno 2012 fino alla chiusura per bancarotta della software house il 23 gennaio 2013.